# Mistro
Mistro er en følelse, som opstår overfor et bestemt menneske, en samfundsgruppe, en samfundsinstitution eller eventuelt overfor personer af et andet køn, som gentagne gange har svigtet ens tillid. I den forstand er mistro en velbegrundet og berettiget følelse, som kan væbne en mod skuffelser og bedrag og dermed bidrage til, man man ikke udvikler kynisme eller had.
Mistroiskhed er derimod den negative livsholdning, der består i at møde andre med mistro på forhånd. Det er ofte en tillært holdning, som er en del af grundopfattelsen hos personens familie, lokalsamfund eller samfundsklasse. Denne dybtliggende mistro farver alle ens oplevelser og gør det svært at indgå i tillidsfulde forhold til andre mennesker.